# Siège de la Kalâa des Béni Hammad (1015-1016)
Guerre hammadide-ziride
Le siège de Kalâa des Béni Hammad (novembre 1015 - 20 mai 1016) est une tentative menée par l'armée Ziride pour prendre la Kalâa des Béni Hammad située dans l'actuelle wilaya de M'Sila en Algérie. Les défenseurs de la Kalâa étaient sous le commandement de l'émir hammadide Hammad ibn Bologhine. Le siège s'est terminé avec la mort de Badis ben Mansur, entraînant une victoire des Hammadides et le retour de l'armée ziride en Ifriqiya,,.

## Contexte
Lorsque les deux camps se rencontrèrent à la bataille de Chelif, Badis ben Mansur mena une attaque surprise contre le camp de Hammad ibn Bologhine, provoquant sa défaite,. Hammad s'enfuit avec 500 cavaliers, son armée fut décimée, et ses approvisionnements et richesses furent pillés. Parmi le butin se trouvaient 10 000 boucliers adarga (en),. 
L'historien Hady Roger affirme que si les soldats n'avaient pas été préoccupés par le pillage, Hammad aurait été capturé. Il prit la fuite avec son frère Ibrahim jusqu'à ce qu'ils atteignent la Kalâa de Maghila, avant d'atteindre à la Kalâa des Béni Hammad, le 23 octobre 1015,,,.
Ibrahim ben Bologhine s'attendait que Badis les suivrait avec ses troupes et établirait un long siège, au cours duquel leurs réserves de nourriture et de sel s'épuiseraient. Alors il conseilla à son frère Hammad de sortir et de rassembler autant de nourriture et de sel que possible. Ils se sont dirigés avec leurs soldats vers la ville de Dekama, située près de Sétif,. L'historien Ibn Idhari a mentionné que Hammad nourrissait du ressentiment contre les habitants de la ville tandis que Badis le poursuivait. Les habitants des lieux rencontrèrent son arrière-garde. Il les affronta avec l'épée et tua 300 hommes,. L'un des qadi de la ville, nommé Ahmad ibn Abi Touba, est venu voir Hammad et lui a parlé d'une manière qui a irrité ce dernier, qui, après avoir entendu cela, a ordonné l'exécution du cadi. Toujours selon Ibn Adhari, un autre homme juste a tenté de défendre les habitants de Dekama mais s'est fait également exécuté,.

## Siège
Pendant ce temps, Badis poursuivait son voyage vers l'est. Il est arrivé à Al-Muhammadiyah (M'Sila), le 13 novembre 1015,,. Il a été accueilli par un envoyé de son oncle Ibrahim, chargé de présenter des excuses au nom de son frère Hammad, qui a reconnu son erreur et a rappelé à Badis les services que Hammad avait rendus à la famille Ziride, en disant : "N'a-t-il pas défendu les frontières occidentales et protégé l'État, tout comme le célèbre dirigeant Al-Hajjaj ben Yusef a soutenu les Omeyyades ?.",. Badis a également reçu d'autres lettres contenant des excuses d'Ibrahim et Hammad. Il est probable que Badis ait évité de répondre et imposé des conditions que son adversaire a trouvées dures, comme la capitulation sans condition.
Quoi qu'il en soit, il laissa son armée à la Kalâa, qu'il encercla de toutes parts, distribuant de l'argent aux soldats. Il donna à chaque soldat 500, 1 000 ou 2 000 dinars. Il est probable que ces cadeaux étaient destinés à inciter les soldats hammadides à abandonner leur chef. On a dit que cette stratégie avait embarrassé Hammad, provoquant l'abandon d'une partie de son armée,. Le siège de la Kalâa a entraîné une pénurie de nourriture et une hausse des prix. Finalement, la mort de Warru ibn Sa'id et le conflit qui en a résulté entre les partisans de son fils Khalifa ibn Warru et et son frère Sa'id ibn Khazrun ont brisé les espoirs de Hammad d'une victoire des Zénètes en Ifriqiya qui forcerait Badis à se concentrer sur leur combat,. Hammad a trompé ses hommes en produisant de faux documents affirmant que Badis avait décidé de retourner en Ifriqiya. Il affirme également avoir reçu des lettres de l'émir appelant à la paix. Le siège de la Kalâa dura 6 mois. Badis reçut des renforts de la part des Talkatas et de Sanhajas, devenant confiant dans sa capacité à capturer la Kalâa et à reconquérir tout le Maghreb central.
Mardi, la nuit précédant le 9 mai 1016, Badis ordonna à Ayyub ibn Yatufat d'inspecter et de compter les soldats. Chaque commandant prit position avec ses troupes, et l'émir ziride supervisé depuis sa tente,. Plus tard dans la soirée, il a assisté à une démonstration d'habileté. Chaque fois qu'il secouait une lance, il la cassait et en prenait une autre,. Lorsqu'il retourna à son palais, il était rempli de joie et de bonheur, mangeant et buvant avec ses proches compagnons, qui furent témoins d'un niveau sans précédent de son exubérance. Mercredi vers minuit, la dernière nuit du 10 mai 1016, il est décédé. Il est décédé des suites d'une rétention urinaire et avait moins de 33 ans,.

## Conséquences
Lorsque Badis est décédé, son serviteur s'est immédiatement rendu chez Habib ibn Abi Said, Badis ibn Abi Hamama et Ayyub ibn Yatufat, qui étaient les plus grands de ses commandants, et les a informés de sa mort, . Il y avait une inimitié entre Habib et Badis ibn Hamama, alors Habib s'est dépêché de rencontrer Badis, et Badis est également sorti à sa rencontre. Ils se sont rencontrés sur la route et chacun s'est dit : « Nous connaissons l'animosité qui existe entre nous, mais il vaut mieux que nous acceptions de régler ce problème maintenant, et nous pourrons alors revenir à notre rivalité »,. Ils rencontrèrent ensuite Ayyub et lui dirent : « L'ennemi est près de nous et notre chef est loin de nous. Si nous ne nommons pas un chef pour nous guider dans nos affaires, nous ne serons pas à l’abri de l’ennemi ». La tribu Sanhaja favorise Al-Muizz ben Badis, tandis que d'autres soutiennent Karama ibn Al-Mansur ben Bologhin, le frère de Badis. Ils sont convenus de nommer ouvertement Karama, et lorsqu'ils atteindraient un endroit sûr, ils nommeraient Al-Muizz ben Badis, éliminant ainsi le conflit. Ils ont amené Karama, lui ont prêté allégeance et l'ont nommé immédiatement, sans que personne dans l'armée ne le sache. Ils prévoyaient d'annoncer aux gens dans la matinée que Badis avait pris une boisson médicinale,.
Mais la nouvelle de la mort de l'émir s'est propagée depuis la ville d'Al-Muhammadiyah (M'Sila), les habitants ont fermé leurs portes et ont grimpé jusqu'à leurs murs. Ce qu’ils ne pouvaient cacher est devenu évident, comme si cela avait été annoncé publiquement. Les armées étaient troublées et se mêlaient les unes aux autres, craignant la désunion. Ils décidèrent de faire avancer Karama. Il prit leurs promesses et ordonna l'envoi de lettres dans certains territoires. Lorsque les partisans de Nasir al-Dawla et ceux qui l'avaient rejoint depuis divers territoires virent cela, ils désapprouvèrent et dirent : « Nous l'avons seulement nommé pour protéger le peuple et préserver les richesses jusqu'à ce qu'elles soient remises à son propriétaire légitime, Al-Muizz ben Badis, le fils de notre maître Nasir al-Dawla ». Ils se sont rencontrés secrètement la nuit, ont prêté allégeance à Al-Muizz, et lorsqu'ils ont atteint leur objectif, ils l'ont annoncé trois jours après le 13 mai 1016,,.
Les armées s'allièrent une faction après l'autre, acceptant d'envoyer Karama à Achir pour rallier les tribus de Sanhaja et Talkata et les ramener à Al-Muhammadiyah. A cet effet, ils lui ont remis 100 000 dinars ainsi qu'une collection d'armes et de fournitures. Il partit pour Achir le dimanche 14 mai 1016. Le samedi, coïncidant avec la fête de l'Aïd al-Adha. Le 20 mai 1016, les armées ont quitté Al-Muhammadiyah après avoir incendié les bâtiments et les maisons,,. Les armées ont marché en formation d'avant-garde, de corps principal et d'arrière-garde, avec le cercueil au premier plan, suivi de tambours, bannières et tentes,. Hammad se tourna alors vers Achir et en prit le contrôle en présence de Karama. Lorsque la nouvelle de la mort de Badis parvint à Mahdia, Al-Muizz reçut allégeance en tant qu'émir le 31 mai ou 2 juin 1016,.